# Thali(I) sulfat
Thali(I) sulfat (công thức hóa học: Tl2SO4) hoặc thalơ sulfat là muối sunfat của tali trong trạng thái oxy hóa thông thường +1, thể hiện bằng chữ số La Mã là Ⅰ. Hợp chất này thường được gọi một cách đơn giản là thali sulfat. Thali(I) sulfat không màu, không mùi, không vị, tan trong nước và có độc tính cao.

## Điều chế
Thail(I) sulfat được điều chế bằng cách cho thali(I) hydroxide tác dụng với axit sulfuric:
2TlOH + H2SO4 → Tl2SO4 + 2H2O

## Độc tính
Thali(I) sulfat hòa tan trong nước và các độc tính của nó bắt nguồn từ ion thali(I). Liều gây tử vong trung bình của hợp chất này đối với người lớn là khoảng 1 gam. Thali(I) sulfat, là một loại bột đơn giản với các tính chất không rõ ràng, nó có thể dễ dàng bị nhầm lẫn với các hóa chất vô hại. Nó có thể xâm nhập vào cơ thể bằng cách nuốt phải, hít phải, hoặc qua tiếp xúc với da. Cation thali(I) rất giống với cation kali và cation natri, là những cation thiết yếu cho cuộc sống. Sau khi ion tali nhập vào tế bào, nhiều quá trình vận chuyển kali và natri bị gián đoạn. Do tính chất độc hại của nó, nhiều nước phương Tây đã cấm sử dụng thali(I) sulfat trong các sản phẩm dùng cho gia đình và nhiều công ty cũng đã ngừng sử dụng hợp chất này.
Liều gây tử vong là 500 mg. Thali(I) sulfat, sau khi xâm nhập vào cơ thể, chất độc này tập trung vào thận, gan, não và các mô khác trong cơ thể.
Thali(I) sulfat được sử dụng ở Israel để kiểm soát quần thể chuột; người ta nghi ngờ rằng trong những năm 1950, việc sử dụng hợp chất độc hại này là nguyên nhân dẫn đến sự biến mất của loài cá sấu nâu.

## Hợp chất khác
Tl2SO4 còn tạo một số hợp chất với CS(NH2)2, như Tl2SO4·8CS(NH2)2 là tinh thể không màu, nóng chảy ở 203–205 °C (397–401 °F; 476–478 K).
Tl2SO4 còn tạo một số hợp chất với CSe(NH2)2, như Tl2SO4·6CSe(NH2)2 là tinh thể cam, tan ít trong nước và không tan trong các dung môi hữu cơ, phân hủy ở 220 °C (428 °F; 493 K).